# Valentín
Pour plus de détails, voir Fiche technique et Distribution.
Valentín est un film argentino réalisé par Alejandro Agresti, sorti en 2002.